# Марксовский сельсовет
Марксовский сельсовет — сельское поселение в Александровском районе Оренбургской области Российской Федерации.
Административный центр — посёлок Марксовский.

## История
Статус и границы сельского поселения установлены Законом Оренбургской области от 9 марта 2005 года № 1892/320-III-ОЗ «О муниципальных образованиях в составе муниципального образования Александровский район Оренбургской области»

## Население
| 2010 | 2012 | 2013 | 2014 | 2015 | 2016 | 2017 |
| ---- | ---- | ---- | ---- | ---- | ---- | ---- |
| 744  | →744 | ↘739 | ↘738 | ↘697 | ↘671 | ↘657 |
| 2018 | 2019 | 2020 | 2021 |      |      |      |
| ↘642 | ↘627 | ↘599 | ↘588 |      |      |      |

## Состав сельского поселения
| № | Населённый пункт | Тип населённого пункта          | Население |
| - | ---------------- | ------------------------------- | --------- |
| 1 | Дмитриевка       | село                            | 291       |
| 2 | Курский          | посёлок                         | 5         |
| 3 | Марксовский      | посёлок, административный центр | 417       |
| 4 | Самарский        | посёлок                         | 31        |
| 5 | Энгельс          | посёлок                         | 0         |